# Trap Adventure 2
《Trap Adventure 2》，直譯陷阱冒險、陷阱大冒險，是一個兼具冒險、生存的平台遊戲，該遊戲以其難度和無盡的陷阱而聞名，類似於貓利歐，他最初針對 iOS 系統發布，於2018年開始流行。

## 外部連結
- 官方網站（页面存档备份，存于）